# Redukált maradékrendszer
A redukált maradékrendszer a moduláris aritmetika egyik alapvető fogalma. Legyen az m modulus rögzített. Az a egész számmal reprezentált maradékosztályt redukált maradékosztálynak nevezzük, ha a és m relatív prímek.
Ha minden redukált maradékosztályt egy-egy számmal reprezentálunk, akkor ezek együtt redukált maradékrendszert alkotnak.

## Tulajdonságok, tételek
A mod m redukált maradékosztályok száma {\displaystyle \phi (m)} (az Euler-függvény értéke m-re), így a mod m redukált maradékrendszerek {\displaystyle \phi (m)} eleműek.

### Kritériumok
Tétel
Néhány egész szám akkor és csak akkor alkot redukált maradékrendszert mod m, ha teljesülnek a következők:
- számuk {\displaystyle \phi (m)};
- inkongruensek egymással mod m;
- relatív prímek m-hez.

Bizonyítás
A redukált maradékosztályok száma {\displaystyle \phi (m)}. Mindegyiket egy és csak egy elemmel reprezentáltunk, ezért {\displaystyle \phi (m)} van belőlük.
Minden egyes maradékosztályból egy elemet vettünk ki, ezért ezek nem kongruensek egymással.
A reprezentánsrendszer minden eleme relatív prím m-hez, mert mindegyik redukált maradékosztályból való.
Tekintsünk most {\displaystyle \phi (m)} darab, a kritériumoknak megfelelő számot. Mivel nincsenek közöttük egymással kongruens elemek, azért csupa különböző maradékosztályokba tartoznak.
Relatív prímek m-hez, így csak redukált maradékosztályoknak lehetnek elemei.
Számuk {\displaystyle \phi (m)}, ezért az összes redukált maradékosztályt reprezentálják.

### Újabb redukált maradékrendszer
Tétel
Ha {\displaystyle r_{1},r_{2},\dots ,r_{\phi (m)}} redukált maradékrendszer, és a relatív prím m-hez, akkor az ari számok is redukált maradékrendszert alkotnak mod m.
Bizonyítás
Ellenőrizzük az előző tételben szereplő tulajdonságokat:
- az új rendszer elemszáma {\displaystyle \phi (m)};
- ha ari kongruens lenne arj-vel, akkor ri kongruens lenne rj-vel, mert a relatív prím m-hez;
- m-hez relatív prímek szorzásával m-hez relatív prímeket kapunk.